# Географія ґрунтів
Географія ґрунтів — наука, що вивчає закономірності формування і просторове розміщення ґрунтів; є розділом ґрунтознавства і перебуває у тісному зв'язку з фізичною географією, в тому числі геоморфологією, кліматологією, геоботанікою, ландшафтознавством, палеогеографією.

## Основні напрямки
Географію ґрунтів поділяють на:
- загальну, що включає вчення про чинники ґрунтотворення і уявлення про основні закономірності географічного положення ґрунтів;
- регіональну, метою якої є опис, картографування і вивчення просторового розташування ґрунтів різних частин земної поверхні (від материків до невеликих територій (окремих населених пунктів, господарств тощо).

Найзагальніші закономірності географії ґрунтів:
- горизонтальна зональність (зміна ґрунтів на рівнинах, головним чином в залежності від кількості і співвідношення тепла і атмосферної вологи);
- висотна поясність (зміна ґрунтів з висотою в горах);
- фаціальність і провінціальність ґрунтів — їх зміни, що спричинені переважно ступенем континентальності клімату;
- ґрунтово-геохімічна провінціальність — зміни ґрунтів, пов'язані з тектоніко-літологічними умовами, зміна структур ґрунтового покрову.

## Основні методи
- порівняно-географічний (зв'язане вивчення ґрунтів і умов ґрунтоутворення на різноманітних територіях);
- картографічний (складання ґрунтових карт різного масштабу).

З розвитком уявлень про елементарний ґрунтовий ареал і розробкою вчення про структуру ґрунтового покриву в географії ґрунтів почали використовувати методи статистики.

## Сучасний стан
Географія ґрунтів створює наукову основу для якісної інвентаризації земельних угідь (з різною родючістю ґрунтів) і їх районування, що сприяє раціональному розміщенню сільськогосподарського виробництва.

## Історичні аспекти
У Російській імперії географія ґрунтів виникла в кінці 19 століття в результаті праць В. В. Докучаєва, що створив вчення про фактори ґрунтоутворення, про горизонтальну і вертикальну зональність ґрунтів.